# St. Augustine Church (Philadelphia)

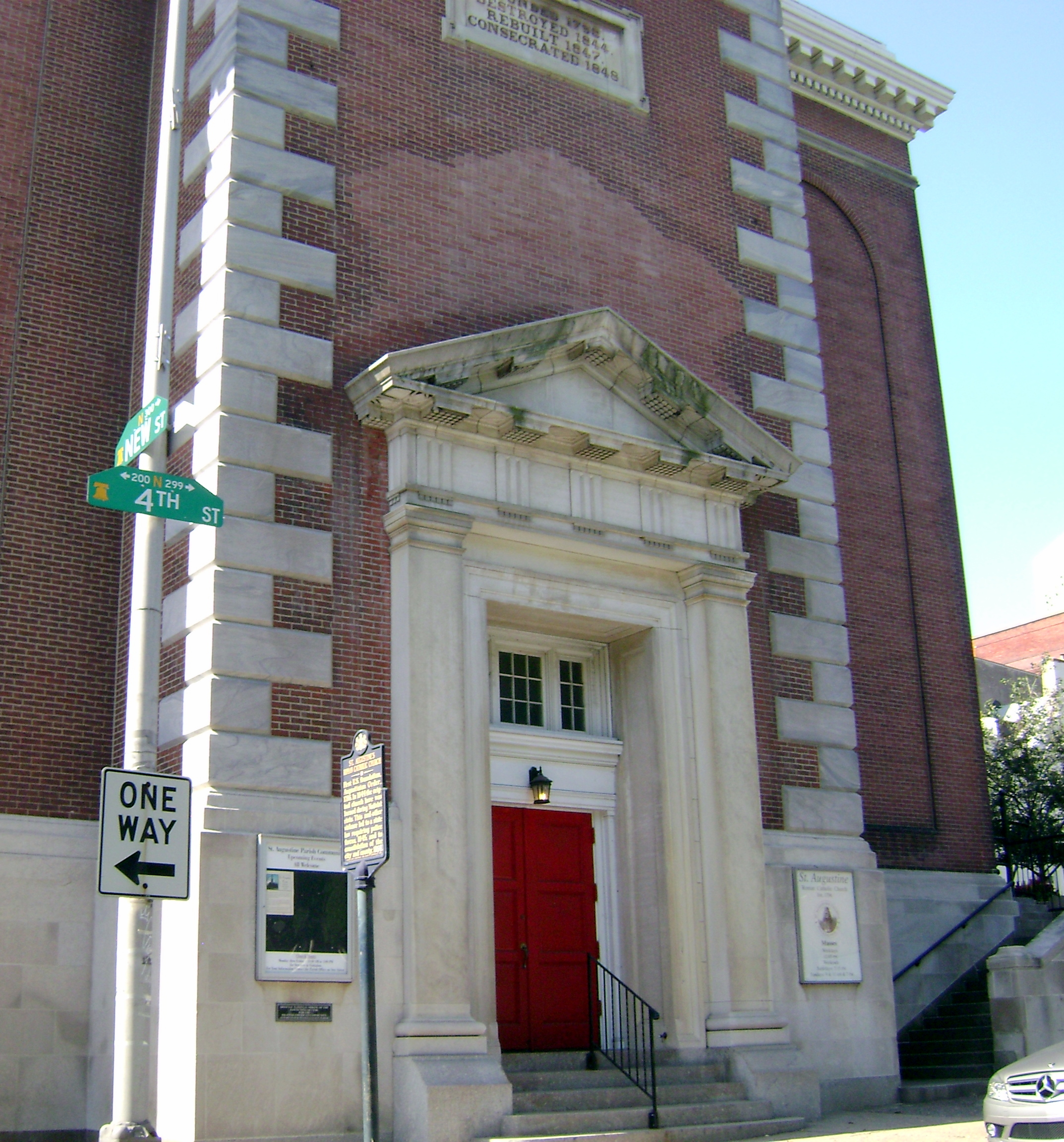
St. Augustine’s Catholic Church (2009)

Die St. Augustine Catholic Church ist ein historisches römisch-katholisches Kirchengebäude in Philadelphia, Pennsylvania in den Vereinigten Staaten. Das 1848 geweihte Kirchengebäude im Stil des Palladianismus wurde von Napoleon LeBrun entworfen und 1976 in das National Register of Historic Places aufgenommen.
Die Kirche wurde erbaut, um die alte, 1801 fertiggestellte St. Augustine Church zu ersetzen. Diese erste Kirche beherbergte die Sister Bell der Liberty Bell. Diese Kirche wurde in den antikatholischen Unruhen am 8. Mai 1844 niedergebrannt. Die Augustiner verklagten die Stadt, weil sie nicht ausreichenden Schutz gewährte. Das der Gemeinde zugesprochene Geld wurde zum Bau der heutigen Kirche verwendet, deren Grundsteinlegung am 27. Mai 1847 erfolgte. Aus von der Gemeinde gegründeten Organisationen gingen sowohl die Villanova University als auch das Philadelphia Orchestra hervor.

## Geschichte

### Alte Kirche
Die Römisch-katholische Kirche schickte die Pfarrer Matthew Carr und John Rosseter nach Philadelphia, um Land zu kaufen und eine Kirche zu erbauen. Der Bau dieser St. Augustine’s Church begann 1796. Sie war die erste Kirche der Augustiner-Eremiten in den Vereinigten Staaten. Nach Verzögerung durch den Ausbruch von Gelbfieber unter den Arbeitern und Schwierigkeiten bei der Finanzierung wurde der Kirchenbau 1801 vollendet. Unter den an der Finanzierung beteiligten Spendern waren Präsident George Washington, John Barry, Stephen Girard und Thomas Fitzsimons.

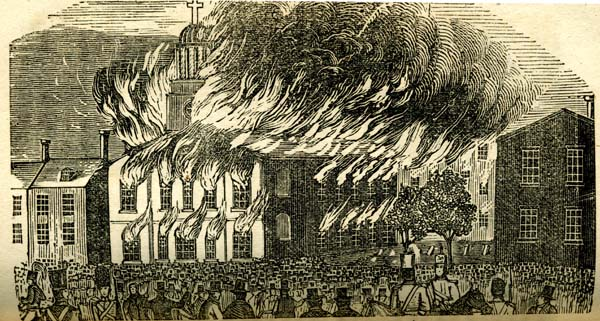
Die brennende St. Augustine Church

1811 wurde die Jungenschule St. Augustine Academy gegründet; die Schule hatte die größte theologische Bibliothek in der Stadt. Der Ursprung der Villanova University lässt sich zur St. Augustine Academy zurückverfolgen. Die Gemeinde wurde auch das Zentrum der musikalischen Aktivität in Philadelphia. Im Jahr 1820 sorgte eine musikalische Aufführung für Aufmerksamkeit unter Musikern in den Vereinigten Staaten. Am 27. Mai 1821 exkommunizierte Bischof Henry Conwell in der Kirche William Hogan. 1829 wurden dem Gebäude eine Kuppel und ein Kirchturm hinzugefügt. Ende der 1820er Jahre wurde der Kirche von der Independence Hall die Sister Bell geliehen, die gegossen wurde, um die Liberty Bell zu ersetzen; die Glocke wurde im Kirchturm aufgehängt.
Aufgrund der andauernden Zuwanderung von irischen Katholiken wuchs bis zu den 1840er Jahren die katholische Bevölkerung in der Stadt rasch, 1838 war die Hälfte der Gemeindemitglieder in Irland geboren und nur ein Sechstel in den Vereinigten Staaten. Die wachsende Anzahl von Einwanderern und der steigende Anteil der katholischen Bevölkerung heizte die nativistischen und antikatholischen Gruppen in Philadelphia an. Die Spannungen verschärften sich, als Gerüchte aufkamen, die Katholiken versuchten eine Verbannung der Bibel aus den öffentlichen Schulen. Diese Gerüchte führte zu den Bible Riots.
Die Ausschreitungen nahmen am 6. Mai 1844 im Kensington District Pennsylvanias ihren Anfang. Der Mob versammelte sich am 8. Mai vor der St. Augustine’s Church. Die Stadtverwaltung hatte Bewaffnete in der Nähe der Kirche postiert und Bürgermeister John Morin Scott forderte die Unruhestifter zur Ruhe auf. Trotz dieser Aufforderungen wurde er mit Steinen beworfen und die Kirche in Brand gesteckt. Die Kirche wurde zerstört. Die Menge jubelte, als die Kuppel einstürzte. Die St. Augustine Academy wurde mit einem Großteil ihres Buchbestandes ebenfalls zerstört.

### Neue Kirche

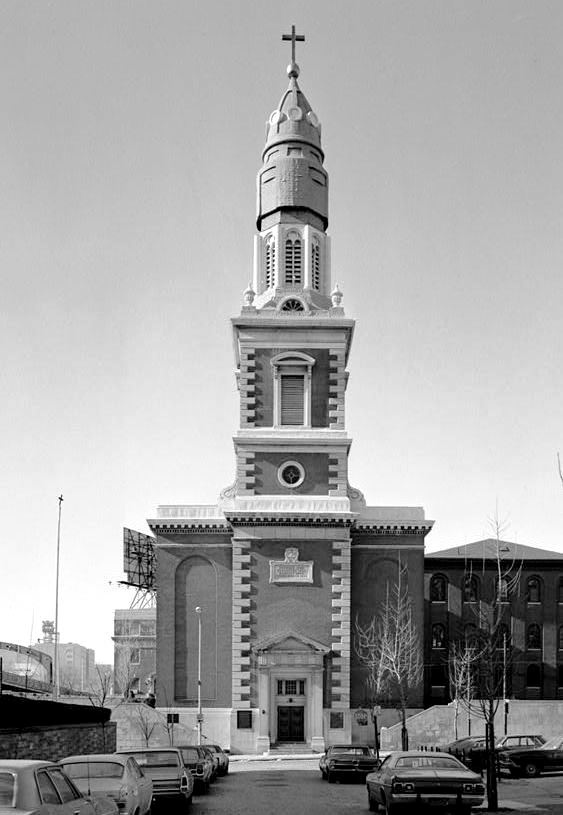
St. Augustine Church in 1974

In den ersten drei Monaten nach der Zerstörung der Kirche gestattete man der Gemeinde die Benutzung der St. Joseph’s Fathers Church. Eine neue temporäre Kirche, die Kapelle Our Lady of Consolidation wurde bis dahin erbaut. Die Augustinermönche verklagten die Stadt auf Schadensersatz in Höhe von 80.000 US-Dollar, weil sie während der Unruhen das Kirchengebäude unzureichend geschützt habe. Die Stadtverwaltung wandte ein, dass die Augustiner nicht auf die Verletzung ihrer Bürgerrechte klagen könnten, weil der Augustinerorden eine ausländische Organisation unter der Autorität des Papstes sei. Außerdem argumentierte, dass die Mönche sich der Armut verpflichtet hätten und deswegen kein Eigentum besitzen könnte. Die Augustiner bewiesen jedoch, dass der Augustinerorden in den Vereinigten Staaten 1804 registriert worden war, und ihnen wurden 45.000 US-Dollar zu gesprochen.
Der Bau der neuen Kirche begann am 27. Mai 1847. Im Dezember 1848 war das Bauwerk fertiggestellt. Die Kirche wurde durch Bischof Francis Patrick Kenrick geweiht und Erzbischof John Hughes zelebrierte die Missa solemnis. Die Kirche war auch weiterhin ein Zentrum musikalischer Aktivitäten. Ein Musikdirektor gründete später die Choral Society of Philadelphia, die gemeinsam mit an der Kirche tätigen Musikern an der Gründung des Philadelphia Orchestra im Jahr 1900 beteiligt war. Die erste Aufführung von Georg Friedrich Händels Messiah in Philadelphia fand in der Kirche statt.
Am 15. Juni 1976 wurde die St. Augustine’s  Church in das National Register of Historic Places aufgenommen. Bis 1988 war die Zahl der Gemeindemitglieder von St. Augustine auf weniger als ein Dutzend zurückgegangen, doch in den 1990er Jahren wuchs die Gemeinde wieder, weil sie unter den Filipino-Katholiken Philadelphias und seiner Vororte Mitglieder gewann. Im Dezember 1992 wurde ein genaues Replikat der Figur Santo Niño de Cebú geweiht und die Filipinos hielten eine Messe für Santo Niño ab. Ebenfalls im Dezember 1992 beschädigte ein schwerer Sturm den Kirchturm schwer. Trümmerteile davon fielen auf die Benjamin Franklin Bridge, die deswegen drei Tage lang für den Verkehr gesperrt werden musste. Der Schaden war so umfangreich, dass der Kirchturm abgerissen werden musste. Durch die Beschädigung des Daches erlitten das Innere der Kirche und Kunstwerke darin einen Wasserschaden. Am 18. Oktober 1995 war der neue Kirchturm fertig.
Die Kirche wurde in zwei Filmen als Schauplatz verwendet, 1999 in dem Thriller The Sixth Sense und 2007 für den Actionfilm Shooter.

## Architektur
Die alte St. Augustine Church plante Nicholas Fagan, dessen Schwiegervater, ein Kaufmann den größten Teil des für den Bau benötigten Bauholzes lieferte. Das Bauwerk war im neuromanischen Stil entworfen, 25 Fuß (rund 7,5 m) breit und 62 Fuß (19 m) lang. Im Inneren gab es eine lebensgroße Statue mit der Kreuzigung, die der Bildhauer William Rush 1810 geschaffen hatte. Den Turm und die Kuppel, die 1829 hinzugefügt wurden, plante der Architekt William Strickland, zu dessen Arbeiten auch die Merchant’s Exchange und die Second Bank of the United States gehören.
Der Neubau wurde durch den Architekten Napoleon LeBrun geplant, der auch die Academy of Music in Philadelphia entworfen hat. Dieser Bau ist ein Beispiel des Palladianismus. Der Hauptaltar besteht aus weißem Marmor und Säulen aus Mexikanischem Onyx, die das Tabernakel säumen. Der Altar wird eingerahmt durch einen Bogen, der von korinthischen Säulen gestützt wird. Oberhalb des Altars befindet sich ein kuppelförmiges Oberlicht. Durch Buntglasfenster, die jeweils einem Heiligen gewidmet sind, erlauben den Lichteinfall in die Kirche.